# Лига Тонге у рагбију тринаест
Лига Тонге у рагбију тринаест (енгл. Tongan National Rugby League) је први ниво домаћег, клупског такмичења у рагбију 13 Краљевине Тонге.
Лига Тонге има 12 полупрофесионалних рагби 13 клубова. На финалним мечевима лиге окупи се око 2 000 гледалаца.
Неки репрезентативци Тонге играју у овој лиги, а појединим тонганским рагбистима је играње у овој лиги, била одскочна даска за остварење сна и трансфер у НРЛ.

## Историја
Рагби 13 се на Тонги игра од 1986. На Тонги тренутно има око 1 500 регистрованих играча рагбија 13. 
Тонга је једна од највећих океанских сила у рагбију 13. Рагби 13 репрезентација Тонге је тренутно 4. на Свету, а прву тест утакмицу је одиграла 1986. против рагби 13 репрезентације Западне Самое.  

## Тимови учесници
- Лапаха најтс
- Муа сеинтс
- Наколо рејдерс
- Вајини довс
- Хејтехо спартанс
- Силапелуа крусејдерс
- Халото грин барберијанс
- Фуекафа рабитос
- Хавелу булдогс
- Коломоту иглс
- Капитал вориорс
- Хејкеме бронкос